# A Senhora Pimentinha
A Senhora Pimentinha, conhecida em Japonês como Spoon Oba-san (スプーンおばさん, Supūn Obasan, lit. "Tia da Colher"), é um anime que estreou no canal japonês NHK entre Abril de 1983 até Março de 1984, com 130 episódios. Foi baseado no romance Teskjekjerringa do autor Norueguês Alf Prøysen. Também foi exibido no canal Animax no Japão. Em Portugal foi emitido pelo canal RTP em 1986 com dobragem portuguesa. As canções de abertura e encerramento não foram dobradas, mas mantidas no original japonês.
A série mais tarde estreou em vários países do mundo, e foi traduzida para o inglês e vários outros idiomas. Em Israel é uma das séries infantis mais bem lembradas, especialmente a sua música-tema (em Hebraico, "גברת פלפלת").

## Enredo
A Senhora Pimentinha vive em uma pequena aldeia com o marido. Ela usa uma pequena colher de chá mágica em torno de seu pescoço, que de vez em quando ela encolhe ao tamanho de sua colher de chá, ela arrasta junto com ela em suas costas quando ela se encolhe. Ela sempre muda de volta ao seu tamanho original depois de um certo período de tempo. Esta condição especial tem suas vantagens - ela pode se comunicar com os animais e desfrutar de maravilhosas aventuras na floresta. Desta forma, ela ganha novos e interessantes amigos em uma base regular. Ela é uma boa amiga de Lili, uma menina misteriosa que vive na floresta sozinha, ela também é amiga do Tico e da Família Bhaiken. Ela não pode revelar o seu segredo ou se mostrar na condição encolhida, que às vezes fica muito difícil. Seu marido, o Senhor Pimenta finalmente descobre o segredo de sua esposa, mais tarde na série.

## Personagens
- Senhora Pimentinha - A personagem principal da série. Ela possui uma colher mágica que a muda de tamanho de forma inesperada.
- Senhor Pimenta - O marido da Senhora Pimentinha. Ele é um Pintor e decorador profissional. Ele é teimoso, impetuoso e rígido. Ele não sabe do segredo da Senhora Pimentinha que ela esconde dele.
- Lili - Uma garota misteriosa que vive na floresta com seu animal de estimação chamado Tico um Vison. Ela é a única que sabe o segredo da Senhora Pimentinha e ela ajuda a manter o segredo.
- A Família Bhaiken - Um par de ratos cujos descendentes são nomeados após as letras do alfabeto.

## Mídia

### Legado
O tema de encerramento da Senhora Pimentinha é um dos números musicais dos jogos de fliperama de Bomb Jack.

### Lançamentos regionais
Uma caixa coletânea de DVD japonês na Região 2 da série foi produzida em 2005.

## Dobragem Portuguesa
- Versão portuguesa
- Tradução: Teresa Reis
- Montagem: Helena Alves
- Vozes:
- António Feio – Hipólito / Tobias / Carlos
- António Montez – Sr. Pimenta / Pantufa / Zum-Zum
- Argentina Rocha – Neca / Xana / Sra. Corvelo
- Leonor Poeiras – Chico
- Luísa Salgueiro – Sra. Pimentinha
- Margarida Rosa Rodrigues – Lili / Zezé / Cristina / Gugu
- Direcção (interpretação): António Montez
- Som: Luís Barão, Abel Coelho
- Produtor: João Mota [3]